# Somatótipo
Somatótipo é uma taxonomia altamente disputada desenvolvida na década de 1940 pelo psicólogo americano William Herbert Sheldon para categorizar o físico humano de acordo com a contribuição relativa de três elementos fundamentais que ele denominou somatótipos, classificados por ele como ectomórficos, mesomórficos e endomórficos. Ele criou esses termos tomando emprestado das três camadas germinativas do desenvolvimento embrionário: O endoderma (que se desenvolve no trato digestivo), o mesoderma (que se torna músculo, coração e vasos sanguíneos) e o ectoderma (que forma a pele e o sistema nervoso). Variações posteriores dessas categorias, desenvolvidas por sua assistente de pesquisa original Barbara Heath, e mais tarde por Lindsay Carter e Rob Rempel, ainda estão em uso acadêmico ocasional.
A psicologia constitucional é uma teoria desenvolvida por Sheldon na década de 1940, que tentou associar suas classificações somatotípicas aos tipos de temperamento humano. A fundação destas ideias originou-se com Francis Galton e a eugenia. Sheldon e Earnest Hooton eram vistos como líderes de uma escola de pensamento, popular na antropologia na época, que sustentava que o tamanho e a forma do corpo de uma pessoa indicavam inteligência, valor moral e realização futura.
Em seu livro de 1954, Atlas of Men, Sheldon categorizou todos os tipos de corpo possíveis de acordo com uma escala que varia de 1 a 7 para cada um dos três somatótipos, onde o endomorfo puro é 7–1–1, o mesomorfo puro 1–7–1 e o ectomorfo puro pontua 1–1–7. A partir do número do tipo, as características mentais de um indivíduo poderiam supostamente ser previstas. Em uma versão tardia de um fio pseudocientífico dentro da criminologia em que a criminalidade é reivindicada como uma característica inata que pode ser reconhecida através de marcadores fisionômicos particulares (como na teoria da frenologia de Cesare Lombroso), Sheldon sustentou que os criminosos tendiam a ser 'mesomórficos'. O sistema de somatotipagem ainda está em uso no campo da educação física.

## Os três tipos

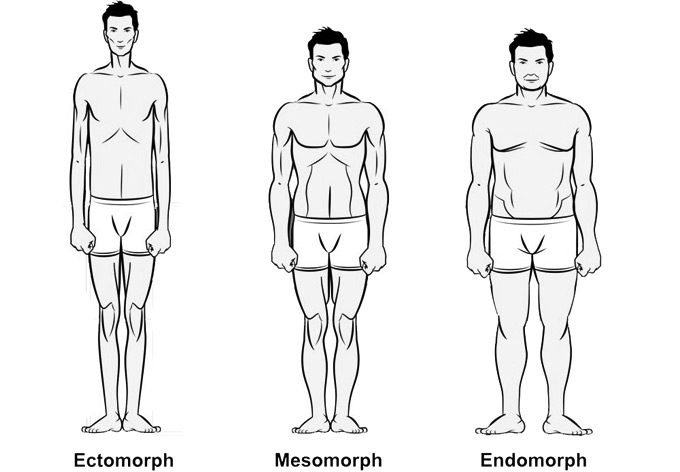
Comparação dos tipos de corpo de Sheldon

Os "somatótipos" de Sheldon e seus traços físicos e psicológicos associados foram caracterizados da seguinte forma:
| Somatótipo  | Traços físicos | Traços psicológicos                                                                         | Notas         |
| ----------- | --- | ------------------------------------------------------------------------------------------- | ------------- |
| Ectomórfico | caracterizado como magro, fraco e geralmente alto com baixos níveis de testosterona                                                                       | descrito como inteligente, gentil e calmo, mas autoconsciente, introvertido e ansioso.      | [3][6][8][11] |
| Mesomórfico | caracterizado como naturalmente duro e forte, com distribuição de peso uniforme, musculoso com musculação, pele grossa e boa postura com cintura estreita | descrito como competitivo, extrovertido e duro.                                             | [3][6][8]     |
| Endomórfico | caracterizado como gordo, geralmente baixo, e com dificuldade em perder peso                                                                              | descrito como extrovertido, amigável, feliz e descontraído, mas também preguiçoso e egoísta | [3][6][8]     |

### Estereótipos
Pode haver alguma evidência de que diferentes físicos carregam estereótipos culturais, já que algumas culturas são mais propensas a certos físicos. De acordo com um estudo, os endomorfos tendem a ser percebidos como lentos, desleixados e preguiçosos. Os mesomorfos, em contraste, são tipicamente estereotipados como populares e trabalhadores, enquanto os ectomorfos são frequentemente vistos como inteligentes, mas medrosos.

## Controvérsias
As ideias de Sheldon de que o tipo de corpo era um indicador de temperamento, caráter moral ou potencial — embora popular em uma atmosfera que aceitava as teorias da eugenia — foram posteriormente contestadas.
Uma crítica chave da teoria constitucional de Sheldon é que não era uma teoria, mas uma suposição geral de continuidade entre estrutura e comportamento e um conjunto de conceitos descritivos para medir o físico e o comportamento em escala.
Seu uso de milhares de fotografias de estudantes nus da Ivy League, obtidas sem o consentimento explícito de um programa preexistente de avaliação da postura dos alunos, foi fortemente criticado.
Embora popular na década de 1950, as alegações de Sheldon foram desde então rejeitadas como "charlatanismo".
Barbara Honeyman Heath, que foi a principal assistente de Sheldon na compilação do Atlas of Men, acusou-o de falsificar os dados que usou para escrever o livro.